# Восстание секты Цзиньдандао
Восстание секты Цзиньдандао имело место во Внутренней Монголии в ноябре — конце декабря 1891 года, в итоге подавленное правительственными войсками и приведшее к гибели порядка 150 тыс. монголов. Восстание повлекло за собой разорение монгольских кочевий на юго-восточной границе и вынудило значительное число монгольского населения укрыться в северных хошунах Внутренней Монголии.

## Предыстория
Территории сеймов Джосоту и Джу-Уда, ставших ареной восстания, находились на южной границе Внутренней Монголии и со времён их вхождения в состав империи Цин подвергались китайской земледельческой колонизации. Со временем число китайских переселенцев превысило число монголов, для которых поддерживать традиционное скотоводческое хозяйство становилось всё более сложно. Постепенно монголы перенимали у ханьцев земледельческий образ жизни и китайскую систему землевладения.
Присутствие во Внутренней Монголии большого количества китайских крестьян привело к созданию сложной административной системы, в рамках которой они подчинялись местным властям, действовавшим на территориях-анклавах внутри монгольских пастбищ. Монгольские хошунные власти номинально сохраняли право собственности на эти земли и постоянно добивались новых и новых прав для себя в отношении китайских переселенцев. В процессе ослабления имперской власти ханьское большинство всё активнее оспаривало власть надо собой монгольского меньшинства. Так, китайцы задерживали арендные выплаты за землю или вовсе не платили их, а также препятствовали, в том числе и с оружием в руках, проведению монгольскими властями замеров и переписей земельных участков. Другой причиной монголо-китайского конфликта был доступ к природным ресурсам: так, монголы строго воспрещали китайцам вырубку леса на своих землях, в основном по религиозным причинам. Нарушители этих запретов жестоко наказывались хошунными властями.

## Секта Цзиньдандао
О секте Цзиньдандао (кит. 金丹道 — Путь золотого эликсира), также известной как «красношапочники» (монг. Улаан малгайтан), известно сравнительно немного. Считается, что Цзиньдандао — это ответвление секты Белого лотоса, до этого времени уже неоднократно поднимавшей восстания в Китае. Другая секта, принимавшая участие в мятеже, Цзайли, была распространена на севере Китая и имела подтверждённые контакты с сектой Белого Лотоса.

## История мятежа
Мятеж начался с нападения в ноябре 1891 года на канцелярию хошуна Аохан. Мятежники убили хошунного дзасака Дагчин-тайджи, который одновременно возглавлял также и сейм Джу-Уда, и осквернили его родовую гробницу. Беспорядки быстро распространились на юг в Оннюд-Ци и Чифэн, затем — в Левый Харачинский хошун. Одновременно другая группа мятежников захватила Чаоян в Правом Тумэтском хошуне (сейм Джосоту). Оттуда они пошли в соседние тумэтский и два харачинских хошуна, разоряя монгольские стойбища. Китайские мятежники открыто использовали антимонгольские и антицинские лозунги, такие как «Ниспровергнем Цин, уничтожим варваров» (平清掃胡) и «Смертью отомстим монголам» (平清掃胡).
Наместник Чжили Ли Хунчжан отправил главнокомандующего Чжили, Е Чжичао, на подавление мятежа. Войска из Чжили пересекли Великую стену и направились на юг и юго-запад. С востока войска из Фэнтяня должны были участвовать в окружении мятежников. Модернизированная цинская армия, использовавшая телеграф и железные дороги, в декабре быстро разбила мятежников, а их вождь Е Чжичао был казнён в Тяньцзине. Однако монгольское население пострадало также и из-за действий цинской армии. Более того, Е Чжичао отправлял в имперский суд в Пекине доклады, согласно которым монгольская хошунная армия уничтожала невинных китайцев, однако благодаря детальному отчёту дзасака Правого Харачинского хошуна Вандуднамжила эти обвинения были сняты.

## Последствия
В результате погромов было убито порядка 150 тыс. монголов, сожжено много тибето-буддийских храмов и стойбищ. Имперский суд всячески пытался снизить градус напряжения между монголами и китайцами, выплачивая компенсации обеим сторонам. Также было принято решение набирать на должности сборщиков арендной платы за землю наряду с монголами также и китайцев, а тяжбы между монголами и китайцами перевести в юрисдикцию китайских властей. Эти меры ослабляли власть монгольской хошунной знати. Более 100 тыс. монгольских беженцев переселились на территорию к югу от Большого Хингана, что привело к быстрому развитию земледелия в сеймах Джерим и Джу-Уда в начале XX века.
Монгольские погромы привели к росту монгольского национализма и возникновению движений за автономию и независимость. Князь Гунсаннорбу, наследовавший Вандуднамжилу, через несколько лет начал комплекс мероприятий по модернизации системы образования и войск. В это время в его хошуне работал Б. Хайсан, позже сыгравший заметную роль в национальной революции во Внешней Монголии. Погромы, учинённые сектой Цзиньдандао в отношении монголов, упоминал Богдо-гэгэн VIII в письме Николаю II от 1911 года, в котором просил помощи в деле обретения Внешней Монголией независимости.

## Историография
Многие исследователи склонны рассматривать эти события как межэтнический конфликт. Что касается истории монгольского общества, то Борджигин Бурэнсайн полагает, что монгольские погромы 1891 года ознаменовали начало новой монгольской истории, в то время как официальная китайская историография начинает её с первой опиумной войны, вместе с остальным Китаем. Другой этнический монгол, историк и этнолог Ян Хайин, пишет, что эти погромы стали прелюдией к более кровавым репрессиям в отношении монголов в эпоху Культурной революции.